# Aumühle (Ansbach)
Aumühle (fränkisch: Ah-miel) ist ein Gemeindeteil der kreisfreien Stadt Ansbach (Mittelfranken, Bayern). Aumühle liegt in der Gemarkung Eyb.

## Geografie
Die Einöde liegt an der Fränkischen Rezat und am Eichenbach, der dort als linker Zufluss in die Rezat mündet. Der Ort liegt an der Staatsstraße 2223, die nach Alberndorf (2,2 km östlich) bzw. nach Eyb führt (0,7 km nordwestlich).

## Geschichte
Der Ort wurde in der ersten Hälfte des 14. Jahrhunderts als „Aumül“ (= die in der Aue gelegene Mühle) erstmals urkundlich erwähnt. Von der ursprünglichen Mühle ist nichts erhalten geblieben. 1599 wurde eine neue Mühle erbaut, die aber bereits im Dreißigjährigen Krieg beschädigt wurde. 1661 kaufte Johann Schrenk die Ruine und baute sie wieder auf. Ab 1880 wurde sie mit einer Turbine betrieben. Seit 1987 befinden sich die Mühlengebäude im Fränkischen Freilandmuseum Bad Windsheim. Übrig geblieben sind die Wohn- und Nutzgebäude.
Gegen Ende des 18. Jahrhunderts gehörte die Aumühle zur Realgemeinde Eyb. Die Mühle hatte das brandenburg-ansbachische Hofkastenamt Ansbach als Grundherrn. Unter der preußischen Verwaltung (1792–1806) des Fürstentums Ansbach erhielt die Aumühle die Hausnummer 1 des Ortes Eyb. Von 1797 bis 1808 unterstand der Ort dem Justiz- und Kammeramt Ansbach.
Im Rahmen des Gemeindeedikts wurde Aumühle dem 1808 gebildeten Steuerdistrikt Eyb zugeordnet. Es gehörte auch der 1811 gegründeten Ruralgemeinde Eyb an. Diese wurde am 1. Oktober 1970, also noch vor der Gebietsreform in Bayern, in die Stadt Ansbach eingegliedert.

### Ehemaliges Baudenkmal
- Wassermühle: Zweigeschossiger Bau vom Ende des 17. Jahrhunderts mit Satteldach und Lade-Erker. Im Erdgeschoss Fenster mit gekehltem Gewände und Rundbogenportal mit Quaderrahmung und schwerer Schlusssteinkonsolvolute mit Wappen in der Art Georg Andreas Böcklers. Im Erdgeschoss sind zum Teil schmiedeeiserne Fenstergitter erhalten. Scheune wohl des 18./19. Jahrhunderts, eingeschossig mit zweigeschossigem Giebel und Satteldach.[15] Das Bauwerk wurde transloziert und befindet sich seit 1987 im Fränkischen Freilandmuseum in Bad Windsheim.

### Einwohnerentwicklung
| Jahr      | 001818 | 001840 | 001861 | 001871 | 001885 | 001900 | 001925 | 001950 | 001961 | 001970 | 001987 |
| Einwohner | 3      | 8      | *      | 9      | 14     | 11     | 8      | 10     | 4      | 4      | 10     |
| Häuser    | 1      | 1      |        |        | 1      | 1      | 1      | 1      | 1      |        | 2      |
| Quelle    | [ 17 ] | [ 18 ] | [ 19 ] | [ 20 ] | [ 21 ] | [ 22 ] | [ 23 ] | [ 24 ] | [ 25 ] | [ 26 ] | [ 1 ]  |

## Religion
Der Ort ist seit der Reformation evangelisch-lutherisch geprägt und bis heute nach St. Lambertus (Eyb) gepfarrt. Die Einwohner römisch-katholischer Konfession sind nach St. Ludwig (Ansbach) gepfarrt.